# Backhousia citriodora
Backhousia citriodora är en myrtenväxtart som beskrevs av Ferdinand von Mueller. Backhousia citriodora ingår i släktet Backhousia och familjen myrtenväxter.
Artens utbredningsområde är Queensland. Inga underarter finns listade i Catalogue of Life.